# Провозглашение независимости Азавада
Провозглаше́ние незави́симости Азава́да — декларация Национального движения за независимость Азавада от 6 апреля 2012 года, которое объявило о независимости Азавада в одностороннем порядке.

## История
После возвращения 5000 солдат после гражданской войны в Ливии в 2011 году и создания Национального движения за освобождение Азавада 17 января 2012 года началось восстание с нападения в области Кидаль, недалеко от границы с Алжиром. После мартовского государственного переворота повстанцы продолжили наступление и за три дня захватили три крупнейших города: Кидаль, Гао и Тимбукту соответственно. В этот момент к боевым действиям присоединились другие группировки, в том числе исламистская «Ансар ад-Дин» и Движение за единство и джихад в Западной Африке. Несмотря на сообщения о том, что «Ансар ад-Дин» взяла под контроль большую часть территорий, изначально захваченных Национальным движением за освобождение Азавада или с его помощью, группировка установила свою власть на обширных участках территории. Народы туарегов также давно жаловались на маргинализацию в Мали.

## Международная реакция
- Франция, в лице министра обороны Французской Республики Жерара Лонге, отвергла Декларацию независимости Азавада. «Одностороннее провозглашение независимости, не признанное африканскими государствами, не имеет для нас никакого значения», — заявил министр[2].
- Представитель государственного департамента США Марк Тонер заявил: «Мы отвергаем декларацию независимости НГА и повторяем наш призыв к сохранению территориальной целостности Мали»[4].
- Премьер-министр Алжира Ахмед Уяхья заявил, что его страна никогда «не ставила под вопрос территориальную целостность Мали». Однако он также отверг идею иностранного вмешательства и призвал к решению проблемы путём диалога[5].
- Бывший председатель Комиссии Африканского союза и бывший министр иностранных дел Габона Жан Пинг подчеркнул, что «заявление малийских туарегов, распространенное в интернете и через французский телеканал France 24, не имеет никакой юридической силы»[6].
- По словам спецпредставителя президента России по странам Африки, председателя комитета Совета Федерации по международным делам Михаила Маргелова случившееся 26 мая серьёзно угрожает целостности не только Мали, но также Нигера и Мавритании и «создает прямую угрозу архаизации региона, ставит под сомнение малейшие перспективы его модернизации. Если учесть, что в Африке сталкиваются интересы основных мировых игроков, то события на севере Мали входят не в региональную, а в глобальную повестку дня»[7].
- Верховный представитель Европейского союза по иностранным делам и политике безопасности Кэтрин Эштон заявила, что ЕС уважает и признаёт территориальную целостность Мали[8].
- Совет Безопасности ООН призвал все повстанческие группы на севере Мали, в том числе «Национальное движение за освобождение Азавада» (НДОА), группу «Ансар-ад-Дин» и иностранных боевиков на малийской территории, «разорвать все связи, не совместимые с миром и безопасностью, и верховенством права, и территориальной целостностью» страны[9].
- ЭКОВАС Западноафриканские страны ввели 2 апреля 2012 года экономические санкции в отношении Мали, потребовав от военной хунты, пришедшей к власти в результате переворота, сложить с себя полномочия. Кроме того, военные силы ЭКОВАС приведены в состояние боевой готовности[10]. По оценке ЭКОВАС, Азавад способен стать источником угрозы для всех стран региона, в некоторых из которых также есть туарегское население. Совет безопасности ООН отказался поддержать проект вооруженного вмешательства в дела Мали, предложенный ЭКОВАС[11].